# Mecánica de medios continuos

Descripción matemática de la deformación de un medio continuo

La mecánica de medios continuos (MMC) es una rama de la física (específicamente de la mecánica) que propone un modelo unificado para la mecánica de sólidos deformables, sólidos rígidos y fluidos. Físicamente los fluidos se clasifican en líquidos y gases. El término medio continuo se usa tanto para designar un modelo matemático, como cualquier porción de material cuyo comportamiento se puede describir adecuadamente por ese modelo. 
Un modelo continuo supone que la sustancia del objeto llena completamente el espacio que ocupa. Esto ignora el hecho de que la materia está hecha de átomos, sin embargo proporciona una descripción suficientemente precisa de la materia en escalas de longitud mucho mayores que la de las distancias interatómicas. El concepto de medio continuo permite el análisis intuitivo de la materia a granel mediante el uso de ecuaciones diferenciales que describen el comportamiento de dicha materia de acuerdo con leyes físicas, como la conservación de la masa, la conservación del momento y la conservación de la energía. La información sobre el material específico se expresa en relaciones constitutivas.
La mecánica continua trata las propiedades físicas de sólidos y fluidos independientemente de cualquier sistema de coordenadas particular en el que se observen. Estas propiedades se representan mediante tensores, que son objetos matemáticos con la destacada propiedad de ser independientes de los sistemas de coordenadas. Esto permite definir las propiedades físicas en cualquier punto del continuo, según funciones continuas matemáticamente convenientes. Las teorías de elasticidad, plasticidad y mecánica de fluidos se basan en los conceptos de la mecánica del continuo.

## Concepto de continuo
El concepto de continuo subyace en el marco matemático para estudiar las fuerzas y deformaciones a gran escala en los materiales. Aunque los materiales están compuestos de átomos y moléculas discretos, separados por espacio vacío o grietas microscópicas y  defectos cristalográficos, los fenómenos físicos pueden modelarse a menudo considerando una sustancia distribuida por alguna región del espacio. Un continuo es un cuerpo que puede subdividirse continuamente en elementos infinitesimales con propiedades materiales locales definidas en cualquier punto concreto. Las propiedades del material a granel pueden, por tanto, describirse mediante funciones continuas, y su evolución puede estudiarse utilizando las matemáticas del cálculo.
Aparte del supuesto de continuidad, en el estudio de la mecánica del continuo se suelen emplear otros dos supuestos independientes. Estas son homogeneidad (suposición de propiedades idénticas en todas las localizaciones) e isotropía (suposición de propiedades vectoriales invariantes direccionalmente). Si estas suposiciones auxiliares no son aplicables globalmente, el material puede segregarse en secciones en las que sí sean aplicables para simplificar el análisis. En los casos más complejos, se puede prescindir de uno o de ambos supuestos. En estos casos, se suelen utilizar métodos computacionales para resolver las ecuaciones diferenciales que describen la evolución de las propiedades del material.

## Introducción
Un medio continuo se concibe como una porción de materia formada por un conjunto infinito de partículas (que forman parte, por ejemplo, de un sólido, de un fluido o de un gas) que va a ser estudiado macroscópicamente, es decir, sin considerar las posibles
discontinuidades existentes en el nivel microscópico (nivel atómico o molecular).
En consecuencia, en el tratamiento matemático ideal de un medio continuo se admite usualmente que no hay discontinuidades entre las partículas y que la descripción matemática de este medio y de sus propiedades se puede realizar mediante funciones continuas.
Existen tres grandes grupos de medios continuos:
- Mecánica de fluidos, que distingue a su vez entre:
  - Fluidos compresibles.
  - Fluidos incompresibles.
- Mecánica de sólidos deformables.
- Mecánica del sólido rígido

### Modelo matemático
En el modelo planteado por la mecánica de medios continuos las magnitudes físicas como la energía o la cantidad de movimiento pueden ser manejadas en el límite infinitesimal. Por esa razón las relaciones básicas en mecánica de medios continuos toman la forma de ecuaciones diferenciales. Los tipos básicos de ecuaciones usadas en mecánica de medios continuos son:
- Ecuaciones constitutivas que caracterizan las propiedades del material que trata de modelarse como medio continuo.
- Leyes de conservación que son leyes física fundamentales como:
  - Conservación de la energía.
  - Conservación de la cantidad de movimiento

Puesto que las propiedades de los sólidos y fluidos no dependen del sistema de coordenadas elegido para su estudio, las ecuaciones de la mecánica de medios continuos tienen forma tensorial. Es decir, las magnitudes básicas que aparecen en la mecánica de medios continuos son tensores lo cual permite escribir las ecuaciones en una forma básica que no varía de un sistema de coordenadas a otro.

### Movimiento del medio
El movimiento de medio continuo necesita especificar cómo se mueve cada uno de los puntos materiales que componen el medio a lo largo del tiempo. Eso implica que no basta un número finito de coordenadas sino para cada punto se requiere una función del tiempo que describa su posición en cada instante. Usualmente la descripción del movimiento se realiza a partir de una configuración inicial. Esta configuración inicial está formada por todos los puntos del espacio que inicialmente estaban ocupados por el medio continuo, por lo que el movimiento puede realizarse mediante una aplicación del tipo:

{\displaystyle {\begin{cases}{\boldsymbol {\varphi }}:\Omega _{0}\times \mathbb {R} \to \mathbb {R} ^{3}\\(\mathbf {X} ,t)\mapsto \mathbf {x} \end{cases}}}

El movimiento del punto material de coordenadas iniciales {\displaystyle \scriptstyle \mathbf {X} } vendrá dado:

{\displaystyle \mathbf {x} ={\boldsymbol {\varphi }}_{t}(\mathbf {X} )={\boldsymbol {\varphi }}(\mathbf {X} ,t)}

A partir de esa función se puede definir el gradiente de deformación en cada punto como la derivada jacobiana de la anterior aplicación:

{\displaystyle \mathbf {F} _{t}:=D{\boldsymbol {\varphi }}_{t},\qquad F_{ij,t}={\frac {\partial \varphi _{i,t}}{\partial X^{j}}}}

A partir de ese gradiente puede definirse el tensor deformación y el tensor velocidad de deformación. Y a partir de ellos en función del tipo de material que forme el medio continuo se puede obtener el tensor de tensiones mediante la ecuación constitutiva del medio.

### Sólidos y fluidos
La diferencia fundamental entre sólidos deformables y fluidos es que las tensiones en un punto en un instante dado en los sólidos se ven influidas por el valor actual de la deformación {\displaystyle {\boldsymbol {\varepsilon }}} en dicho punto, es decir, las tensiones dependen  de cuanto difiere la "forma original" o configuración natural y el estado actual. Por el contrario, en un fluido las tensiones en un punto sólo dependen de un escalar llamado presión (p) y de la velocidad de deformación {\displaystyle {\boldsymbol {\dot {\varepsilon }}}}, pero no la deformación misma. Por ejemplo en un sólido elástico homogéneo ecuación constitutiva tiene la forma:

{\displaystyle {\boldsymbol {\sigma }}(\mathbf {x} ,t)=T({\boldsymbol {\varepsilon }}(\mathbf {x} ,t))}

Mientras que un fluido tiene una ecuación constitutiva de un fluido es del tipo:

{\displaystyle {\boldsymbol {\sigma }}(\mathbf {x} ,t)=T({\boldsymbol {\dot {\varepsilon }}}(\mathbf {x} ,t),p)=-p\mathbf {I} +{\hat {T}}({\boldsymbol {\dot {\varepsilon }}}(\mathbf {x} ,t))}

Un sólido viscoelástico tiene tensiones que siguen dependiendo de la deformación aunque al igual que un fluido el valor de la tensión se ve afectado por la velocidad de deformación, así un sólido viscoelástico homogéneo de tipo diferencial podría tener una ecuación constitutiva del tipo:

{\displaystyle {\boldsymbol {\sigma }}(\mathbf {x} ,t)=T({\boldsymbol {\varepsilon }}(\mathbf {x} ,t),{\boldsymbol {\dot {\varepsilon }}}(\mathbf {x} ,t))}

Es interesante notar que la ecuación de equilibrio:

{\displaystyle \rho {\frac {D\mathbf {v} }{Dt}}=\nabla \cdot {\boldsymbol {\sigma }}+\rho \mathbf {f} }

Donde
{\displaystyle \rho \ } es la densidad del medio.
{\displaystyle \scriptstyle {\frac {D}{Dt}}} es la derivada material,
{\displaystyle \mathbf {v} } es el campo de velocidades,
{\displaystyle \rho \mathbf {f} } es la densidad de fuerza por unidad de masa
{\displaystyle {\boldsymbol {\sigma }}} es el tensor tensión
Es válida tanto para sólidos deformables como para fluidos. En el caso de fluidos newtonianos se substituye el tensor tensión por la expresión constitutiva en términos de la velocidad de deformación la ecuación anterior se convierte en la ecuación de Navier-Stokes para el fluido.

## Formulación de los modelos

Figura 1. Configuración de un cuerpo continuo

Los modelos de mecánica del continuo comienzan asignando una región en el espacio euclídeo tridimensional al cuerpo material {\displaystyle {\mathcal {B}}} que se está modelando. Los puntos dentro de esta región se denominan partículas o puntos materiales. Diferentes configuraciones o estados del cuerpo corresponden a diferentes regiones en el espacio euclidiano. La región correspondiente a la configuración del cuerpo en el tiempo {\displaystyle t} se denomina {\displaystyle \kappa _{t}({\mathcal {B}})}.
Una partícula particular dentro del cuerpo en una configuración particular se caracteriza por un vector de posición 

{\displaystyle \mathbf {x} =\sum _{i=1}^{3}x_{i}\mathbf {e} _{i},}
donde {\displaystyle \mathbf {e} _{i}} son los  vector de coordenadass en algún marco de referencia elegido para el problema (véase la figura 1). Este vector puede expresarse como una función de la posición de la partícula {\displaystyle \mathbf {X} } en alguna configuración de referencia, por ejemplo la configuración en el momento inicial, de modo que
{\displaystyle \mathbf {x} =\kappa _{t}(\mathbf {X} ).}
Esta función debe tener varias propiedades para que el modelo tenga sentido físico. {\displaystyle \kappa _{t}(\cdot )} tiene que ser:
- continua en el tiempo, para que el cuerpo cambie de forma realista,
- globalmente invertible en todo momento, para que el cuerpo no pueda intersecarse a sí mismo,
- que conserve la orientación, ya que las transformaciones que producen reflejos especulares no son posibles en la naturaleza.

Para la formulación matemática del modelo, también se supone que {\displaystyle \kappa _{t}(\cdot )} es dos veces continuamente diferenciable, de modo que puedan formularse ecuaciones diferenciales que describan el movimiento.

## Fuerzas en un continuo
La mecánica del continuo se ocupa de cuerpos deformables, en contraposición a  cuerpos rígidos. Un sólido es un cuerpo deformable que posee resistencia al corte, sc. un sólido puede soportar fuerzas de corte (fuerzas paralelas a la superficie del material sobre la que actúan). Los fluidos, en cambio, no soportan fuerzas cortantes.
Siguiendo la dinámica clásica de Newton y Euler, el movimiento de un cuerpo material se produce por la acción de fuerzas aplicadas externamente que se suponen de dos tipos: fuerzas de superficie {\displaystyle \mathbf {F} _{C}} y fuerzas de cuerpo {\displaystyle \mathbf {F} _{B}}.. Así, la fuerza total {\displaystyle {\mathcal {F}}} aplicada a un cuerpo o a una porción del cuerpo puede expresarse como:
{\displaystyle {\mathcal {F}}=\mathbf {F} _{C}+\mathbf {F} _{B}}

### Fuerzas de superficie
Las fuerzas de superficie o fuerzas de contacto, expresadas como fuerza por unidad de superficie, pueden actuar sobre la superficie que limita el cuerpo, como resultado del contacto mecánico con otros cuerpos, o sobre superficies internas imaginarias que limitan partes del cuerpo, como resultado de la interacción mecánica entre las partes del cuerpo a ambos lados de la superficie (principio de tensiones de Euler-Cauchy). Cuando sobre un cuerpo actúan fuerzas de contacto externas, las fuerzas de contacto internas se transmiten de punto a punto dentro del cuerpo para equilibrar su acción, de acuerdo con tercera ley del movimiento de Newton de conservación del momento lineal y del momento angular (para cuerpos continuos estas leyes se denominan ecuaciones del movimiento de Euler). Las fuerzas internas de contacto están relacionadas con la deformación del cuerpo a través de  ecuaciones constitutivas. Las fuerzas internas de contacto pueden describirse matemáticamente por cómo se relacionan con el movimiento del cuerpo, independientemente de la composición material del cuerpo.[cita requerida]
Se supone que la distribución de las fuerzas internas de contacto a lo largo del volumen del cuerpo es continua. Por lo tanto, existe una densidad de fuerza de contacto o campo de tracción de Cauchy {\displaystyle \mathbf {T} (\mathbf {n} ,\mathbf {x} ,t)} que representa esta distribución en una configuración particular del cuerpo en un tiempo dado {\displaystyle t\,\!}. No es un campo vectorial porque depende no sólo de la posición {\displaystyle \mathbf {x} } de un punto material particular, sino también de la orientación local del elemento de superficie definido por su vector normal {\displaystyle \mathbf {n} }.
Cualquier área diferencial {\displaystyle dS\,\!} con vector normal {\displaystyle \mathbf {n} } de una superficie interna dada {\displaystyle S\,\!}, que limita una porción del cuerpo, experimenta una fuerza de contacto {\displaystyle d\mathbf {F} _{C}\,\!} derivada del contacto entre ambas porciones del cuerpo a cada lado de {\displaystyle S\,\!}, y viene dada por.
{\displaystyle d\mathbf {F} _{C}=\mathbf {T} ^{(\mathbf {n} )}\,dS}
donde {\displaystyle \mathbf {T} ^{(\mathbf {n} )}} es la tracción superficial, también llamada vector de tensión,, tracción, o vector de tracción. El vector de tensión es un vector indiferente al marco (véase Principio de tensión de Euler-Cauchy).
La fuerza de contacto total sobre la superficie interna particular {\displaystyle S\,\!} se expresa entonces como la suma (integral de superficie) de las fuerzas de contacto sobre todas las superficies diferenciales {\displaystyle dS\,\!}:
{\displaystyle \mathbf {F} _{C}=\int _{S}\mathbf {T} ^{(\mathbf {n} )}\,dS}
En mecánica continua, un cuerpo se considera libre de tensiones si las únicas fuerzas presentes son aquellas fuerzas interatómicas (iónico, metálico y fuerza de van der Waals) necesarias para mantener unido el cuerpo y conservar su forma en ausencia de todas las influencias externas, incluida la atracción gravitatoria. Las tensiones generadas durante la fabricación del cuerpo con una configuración específica también se excluyen al considerar las tensiones en un cuerpo. Por lo tanto, las tensiones consideradas en la mecánica del continuo son sólo las producidas por la deformación del cuerpo, sc. sólo se consideran los cambios relativos en la tensión, no los valores absolutos de la tensión.

## Límites de aplicabilidad
Aunque la mecánica de medios continuos es un modelo que permite investigar las propiedades de sólidos deformables y fluidos con gran precisión, hay que recordar que a escalas muy pequeñas la materia está hecha de átomos. Y esa naturaleza atómica de la materia da lugar a cierto tipo de microestructura heterogénea que viola alguno de los principios de la mecánica de medios continuos. Sin embargo, pese a esta dificultad, la mecánica de medios continuos es una aproximación válida en la mayoría de situaciones macroscópicas en las que la microestructura asociada a la naturaleza atómica de la materia puede ser ignorada (en los fluidos, el número de Knudsen se usa para determinar hasta qué punto la hipótesis continuidad del medio es adecuada).

## Disciplinas de la MMC
| Mecánica de medios continuos | Mecánica de sólidos deformables. La mecánica de sólidos deformables es la rama de la física que trata de medios continuos que tienen una forma definida no determinada enteramente por el recipiente o conjunto de constricciones sobre la superficie del sólido. | Elasticidad, que describe los materiales que recuperan su forma si se retiran las fuerzas causantes de la deformación.                                                      | Elasticidad, que describe los materiales que recuperan su forma si se retiran las fuerzas causantes de la deformación.                                                                                 |
| Mecánica de medios continuos | Mecánica de sólidos deformables. La mecánica de sólidos deformables es la rama de la física que trata de medios continuos que tienen una forma definida no determinada enteramente por el recipiente o conjunto de constricciones sobre la superficie del sólido. | Daño continuo, que describe los materiales que sufren un deterioro en sus constantes de rigidez no recueperable tras la aparición de deformaciones suficientemente grandes. | |
| Mecánica de medios continuos | Mecánica de sólidos deformables. La mecánica de sólidos deformables es la rama de la física que trata de medios continuos que tienen una forma definida no determinada enteramente por el recipiente o conjunto de constricciones sobre la superficie del sólido. | Plasticidad, que describe los materiales que sufren deformaciones permanentes y no recuperables tras la aplicación de fuerzas suficientemente grandes.                      | Reología Dado que algunos materiales presentan viscoelasticidad (una combinación de comportamiento elástico y viscoso), la distinción entre la mecánica de sólidos y la mecánica de fluidos es difusa. |
| Mecánica de medios continuos | Mecánica de fluidos (incluyendo hidrostática e hidrodinámica), que trata de la física de fluidos. Una propiedad importante de los fluidos es su viscosidad, que es una fuerza interna generada por un fluido que se opone al movimiento del mismo.                | Fluido no newtoniano | Reología Dado que algunos materiales presentan viscoelasticidad (una combinación de comportamiento elástico y viscoso), la distinción entre la mecánica de sólidos y la mecánica de fluidos es difusa. |
| Mecánica de medios continuos | Mecánica de fluidos (incluyendo hidrostática e hidrodinámica), que trata de la física de fluidos. Una propiedad importante de los fluidos es su viscosidad, que es una fuerza interna generada por un fluido que se opone al movimiento del mismo.                | Fluido newtoniano, que describe fluidos de viscosidad constante, donde las fuerzas viscosas son proporcionales a la velocidad de deformación.                               | |